# Oncidium discobulbon
Oncidium discobulbon är en orkidéart som beskrevs av Friedrich Fritz Wilhelm Ludwig Kraenzlin. Oncidium discobulbon ingår i släktet Oncidium och familjen orkidéer. Inga underarter finns listade i Catalogue of Life.